# 中華短吻獅子魚
中華短吻獅子鱼（学名：Careproctus sinensis），为輻鰭魚綱鮋形目杜父魚亞目狮子鱼科的其中一種。分布於西北太平洋區，包括日本、千島群島、鄂霍次克海等海域，棲息在水深250-366公尺的水域，生活習性不明。
其种加词“sinensis”意为“中华的”。